# 檀仁梅
檀仁梅（1908年—1993年），别名寒友，男，福州永泰人，中国教育学家，福建师范大学教授，曾任中国教育学会常务理事。